# Bulbophyllum hexurum
Bulbophyllum hexurum är en orkidéart som beskrevs av Rudolf Schlechter. Bulbophyllum hexurum ingår i släktet Bulbophyllum och familjen orkidéer. Inga underarter finns listade i Catalogue of Life.